# Шварцгорн
Шварцгорн (італ. Corno Nero) — гірська вершина—чотиритисячник заввишки 4321 м н.р.м. в італійських Альпах неподалік від кордону зі Швейцарією.
Це частина гірського масиву Монте-Роза в Пеннінських Альпах, які лежать на кордоні між Швейцарією та Італією. Сам Шварцгорн розміщений на хребті, що тягнеться на південь від Людвіґсгьое до піраміди Вінсента. Поселеннями в підніжжях Швацгорна є Церматт у Швейцарії та Аланья на італійській стороні.
- Список 4000-метрових вершин Альп